# Celanese
Die Celanese Corporation ist ein US-amerikanisches Chemieunternehmen mit Sitz in Dallas, Texas. Hierzu gehört auch die deutsche Celanese GmbH, eines der Nachfolgeunternehmen des ehemaligen Konzerns Hoechst.

## Geschichte

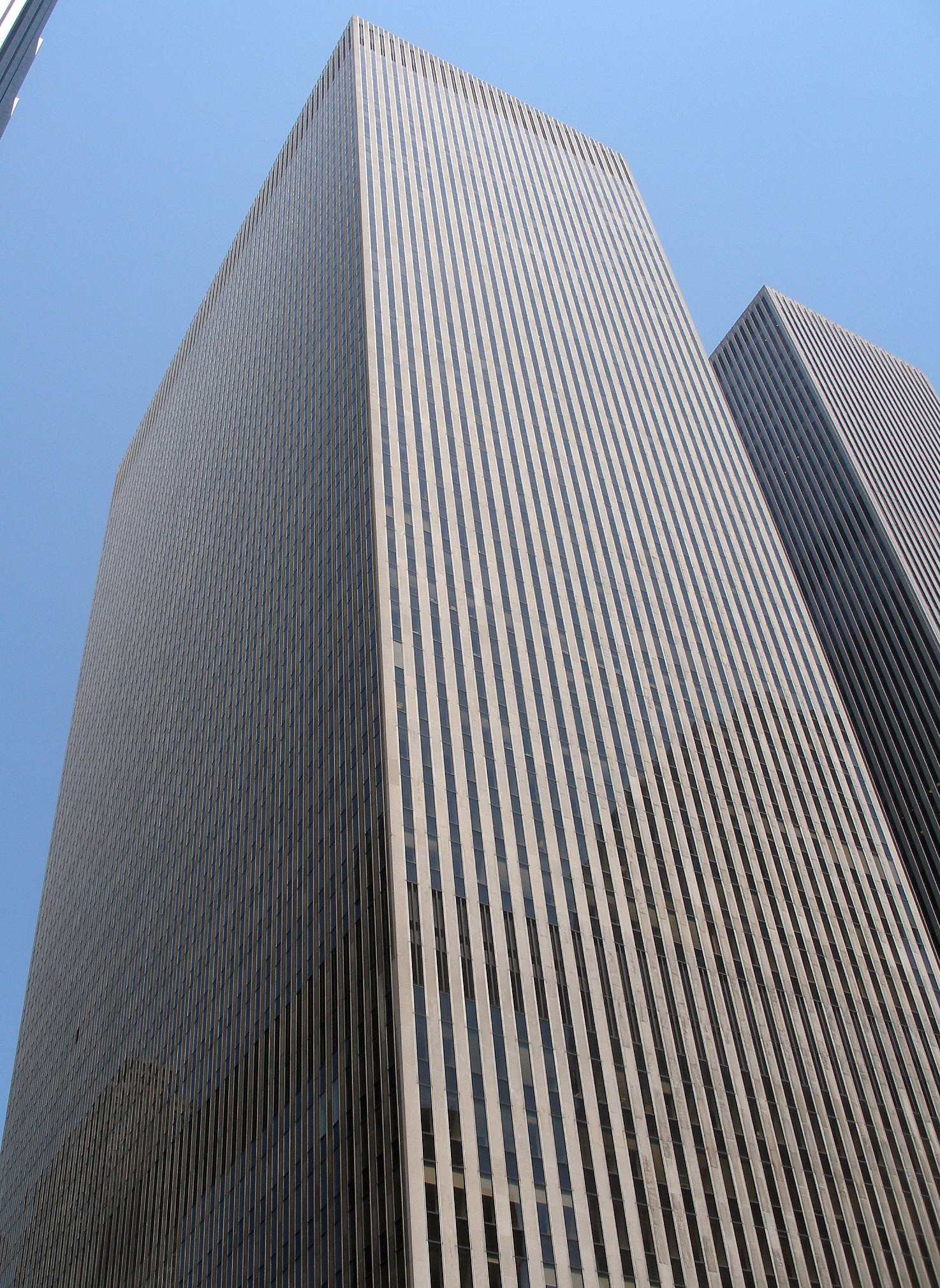
1211 Avenue of the Americas, das 1973 fertiggestellte, ehemalige Celanese-Gebäude

Celanese war der Name für eine neu entwickelte synthetische Faser auf Cellulosebasis aus dem Jahre 1921. Da Zellstoff die Grundsubstanz der Faser war, war sie sehr leicht und somit für Bekleidung sehr geeignet. Der Name Celanese setzt sich zusammen aus „Cel“ für Cellulosis und „ease“ als Begriff für Tragekomfort. Das Unternehmen wurde 1918 in New York von dem Schweizer Camille Dreyfus (1878–1956) gegründet, der zuvor mit seinem Bruder Henry Dreyfus (1882–1944) die Cellonit Gesellschaft Dreyfus & Co in Basel hatte und während des Ersten Weltkriegs 1916 eine Firma in England gründete (die ab 1923 British Celanese hieß). Sie produzierten Zelluloseacetat zum Beispiel für Filme (als nichtbrennbarer Ersatz für Zelluloid), Lacke für Flugzeuge und Zeppeline und Fasern auf Basis von Zelluloseacetat. Die US-Firma hieß zunächst American Cellulose & Chemical Manufacturing Company (Amcelle), ab 1927 in Celanese Corporation of America umbenannt und dann verkürzt zu Celanese Corp. umbenannt.
1987 fusionierte das amerikanische Unternehmen mit Hoechst, um eine Hoechst-Tochter in den Vereinigten Staaten mit dem Namen Hoechst-Celanese zu bilden. Zur Vorbereitung der Fusion mit Rhône-Poulenc fasste die Hoechst AG 1998 die Aktivitäten im Bereich Basis-Chemikalien, Süßstoffe, sowie die technische Kunststoffe herstellende Ticona in der Celanese AG zusammen. 1999 wurde die Celanese AG durch einen Spin-off an die Börse gebracht, indem jeder Hoechst-Aktionär für zehn Hoechst-Aktien eine Celanese-Aktie erhielt. 2004 übernahm Blackstone die Mehrheit an dem Unternehmen, um es ein Jahr später als Celanese Corporation mit Firmensitz in den Vereinigten Staaten an die New York Stock Exchange zu bringen. Blackstone nutzte dabei die höhere Bewertung von Chemieunternehmen in den Vereinigten Staaten aus. 2006 erfolgte der Squeeze-Out der verbliebenen Aktionäre der Celanese AG.

## Produkte
Advanced Engineered Materials:
- POM
- UHMW-PE
- PBT
- Langfaserverstärkte Thermoplaste
- Flüssigkristalle

Consumer Specialties:
- Celluloseacetat
- Acesulfam-K
- Kaliumsorbat
- Sorbinsäure

Industrial Specialties:
- Vinylacetat/Ethylen-Emulsionen (VAE)
- Ethylenvinylacetat (EVA)
- LDPE

Acetyl Intermediates:
- Essigsäure
- Vinylacetat-Monomer (VAM)
- Essigsäureanhydrid
- Acetaldehyd
- Acetessigester
- Formaldehyd
- Essigsäure-n-butylester
- Ethanol

## Geschäftsdaten
Standorte des Unternehmens sind in Nordamerika, Europa und Asien, bedeutende Joint Ventures bestehen in der Volksrepublik China.
Tochtergesellschaften in Deutschland sind unter anderem:
- Ticona,
- Nutrinova, ein Hersteller von Lebensmittelzusatzstoffen (Sorbinsäure, Acesulfam),
- sowie die InfraServ Verwaltungs-GmbH, Geschäftsführende Gesellschafterin der Betreibergesellschaften von vier Industrieparks:
  - Infraserv Höchst (Industriepark Höchst),
  - InfraServ Wiesbaden (Industriepark Kalle-Albert),
  - InfraServ Gendorf (Chemiepark Gendorf) und
  - YNCORIS (bis Juni 2019 InfraServ Knapsack) (Chemiepark Knapsack).